# هدرانج صيني
هدرانج صيني (الاسم العلمي:Hydrangea chinensis) هو نوع من النباتات يتبع جنس الهدرانج من الفصيلة الهدرانجية.